# Present Day Memories
Present Day Memories is een split-ep van de Amerikaanse punkbands The Lawrence Arms en The Chinkees. Het album werd in 2001 uitgegeven door het punklabel Asian Man Records. Alle nummers van The Lawrence Arms zijn heruitgegeven op het verzamelalbum Cocktails & Dreams.

## Nummers
The Lawrence Arms
1. "Quincentuple Your Money"
2. "100 Resolutions"
3. "There's No Place Like a Stranger's Floor"
4. "Hey, What Time is 'Pensacola: Wings of Gold' on Anyway?"

The Chinkees
1. "Clouding Up My Storm"
2. "1980s Drowning Me"
3. "Heart + Me"
4. "Run for Help"
5. "Present Day Memories"

## Artiesten
The Lawrence Arms
- Chris McCaughan - gitaar, zang
- Brendan Kelly - basgitaar, zang
- Neil Hennessy - drums

The Chinkees
- Mike Park - zang, gitaar, keyboard
- Greg Alesandro - gitaar, drums, achtergrondzang
- Jason Thinh - gitaar
- Miya Zane Osaki - basgitaar, achtergrondzang
- Steve Choi - keyboard